# إمارة استورياس (حاملة طائرات)
إمارة استورياس هي سفينة رائدة لدى سلاح البحر الملكي الأسباني
تعمل الحاملة ضمن أسطول ألفا الأسباني الذي يضم إضافة للحاملة استورياس
6 مدمرات وفرقاطات وطرادات وسفن لوجستية وسفن إعادة التزود بالوقود.

## المواصفات
- الإزاحة: 17 ألف طن
- الطول: 200 م
- العرض: 25 م
- طول مدرج الطيران: 46 م
- الدفع: محرك توربين غاز عدد 2 ومحرك كهرباء
- السرعة: 48 كم بالساعة
- المدى: 12 ألف كم
- طاقم الحاملة: 700 بالإضافة إلى 230 فرد لصالح القوى الجوية

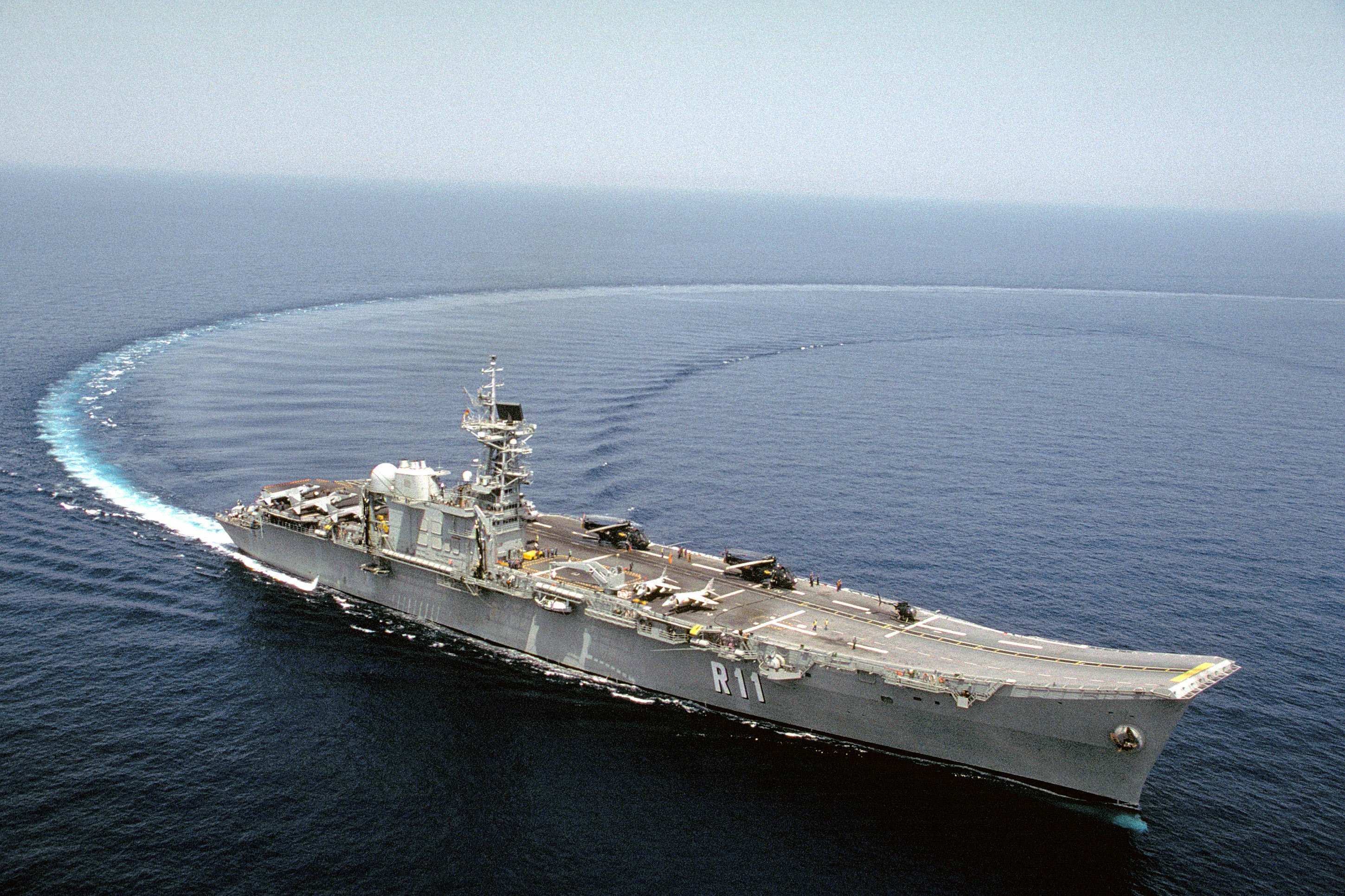
إمارة استورياس في مناورات مطرقة التنين
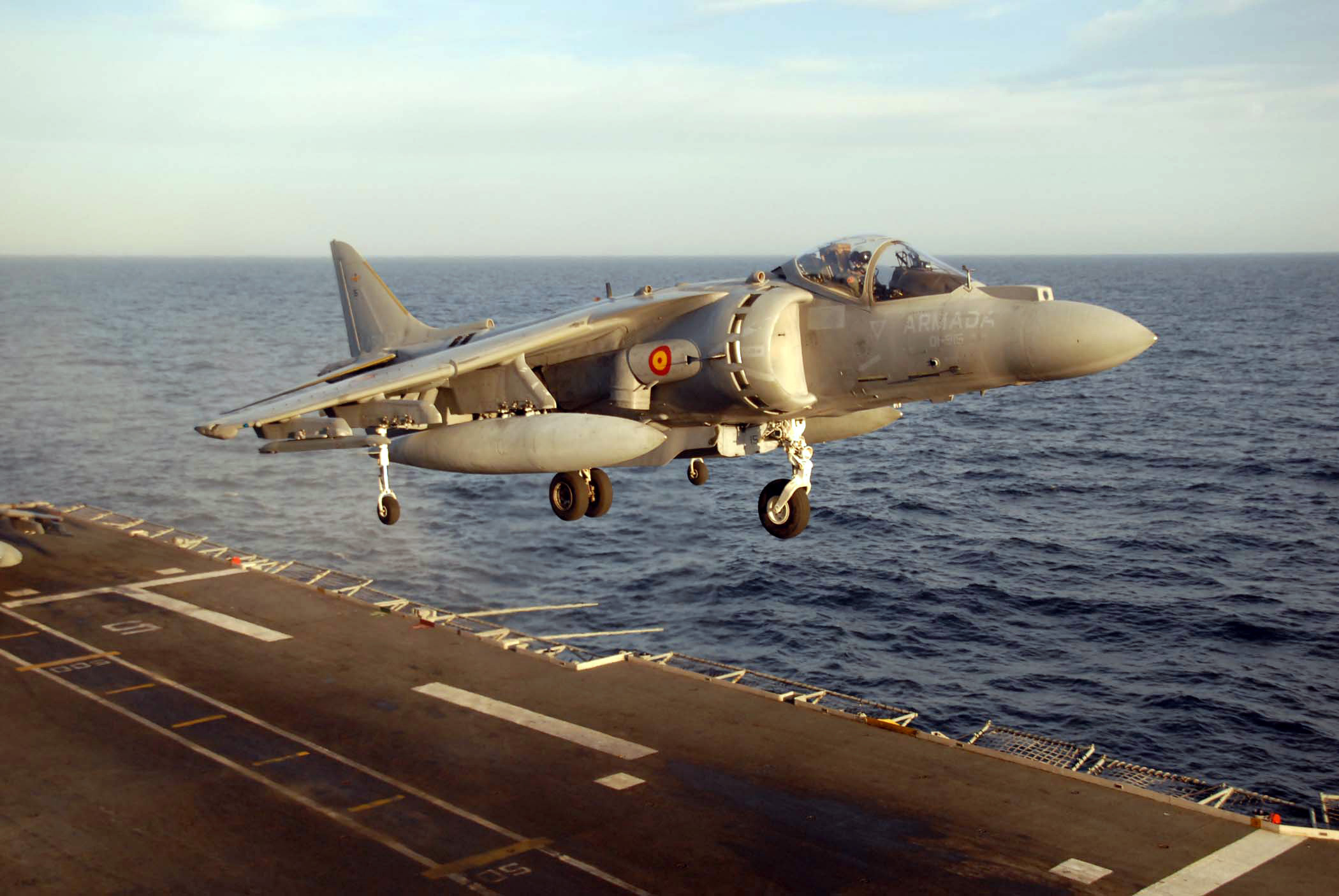
طائرة هارير 2 تقلع على مدرج إمارة استورياس